# Zembrów
Zembrów – wieś w Polsce, położona w województwie mazowieckim, w powiecie sokołowskim, w gminie Sabnie. Ma status sołectwa. Leży nad rzeką Cetynią, dopływem Bugu.
| SIMC    | Nazwa           | Rodzaj  |
| ------- | --------------- | ------- |
| 0685742 | Kolonia Zembrów | osada   |
| 0685759 | Poświątne       | kolonia |

Pod koniec XIX wieku wieś liczyła 47 domostw i 483 mieszkańców. Miejscowy folwark obejmował obszar 265 mórg.
W latach 1975–1998 miejscowość administracyjnie należała do województwa siedleckiego.
Wieś jest siedzibą rzymskokatolickiej parafii Najświętszego Zbawiciela. Kościół parafialny z 1773 był drewniany i został odnowiony w 1885. W 1881 przy kościele wybudowano nakładem parafian murowaną plebanię. Istniejący kościół w stylu neogotyckim pochodzi z lat 1902-1905 i od 2007 figuruje w rejestrze zabytków. Ochronie zabytkowej podlega także ogrodzenie cmentarza z tego okresu i plebania. Cmentarz rodowy rodziny Trębickich z 1851 wraz z kaplicą grobową z 1884 został wpisany do rejestru zabytków w 2006. Na cmentarzu są pochowani: Helena Mniszkówna oraz dr Józef Tchórznicki (zm. 1910), jeden z głównych założycieli Warszawskiego Instytutu Szczepienia Ospy. 
W okolicy wsi są trzy stare wiatraki.